# Drag Race Thailand (seconda edizione)
La seconda edizione di Drag Race Thailand è andata in onda in Thailandia a partire dal 13 settembre 2018 al 5 aprile 2019 sull'emittente nazionale Line TV. Art-Arya Ind-ra e Pangina Heals sono le giudici e conduttori principali dello show.
Il 4 marzo 2018, sono iniziati i provini per la seconda edizione del programma, dove è stato specificato che persone di ogni genere avevano l'opportunità di partecipare, così come cittadini non tailandesi. Un'anteprima dei provini delle quattordici concorrenti è stato presentato il 13 settembre 2018.
Angele Anang, vincitrice dell'edizione, ricevette come premio 500 000 bath thailandesi, una corona di Fierce Drag Jewels, un buono regalo di Wind Clinic da 100 000 bath thailandesi ed un buono regalo di Air Asia da 50 000 bath thailandesi.

## Concorrenti
Le quattordici concorrenti che hanno preso parte al reality show sono:
| Concorrente        | Vero nome               | Età | Città                                    | Posizionamento |
| ------------------ | ----------------------- | --- | ---------------------------------------- | -------------- |
| Angele Anang       | Anchalee Anang          | 24  | Nakhon Ratchasima – Thailandia del Nord  | Vincitrice     |
| Kana Warrior       | Kanasak Nakrob          | 29  | Nakhon Sawan – Thailandia del Nord       | Finaliste      |
| Kandy Zyanide      | Sukun Dongnoi           | 26  | Chiang Mai – Thailandia del Nord         | Finaliste      |
| Bandit (†)         | Bandit Janthawan        | 34  | Phrae – Thailandia del Nord              | 4º/5º posto    |
| Vanda Miss Joaquim | Azizul Mahathir         | 29  | Singapore – Singapore                    | 4º/5º posto    |
| Srimala            | Mormingkwan Muangmeeros | 29  | Udon Thani – Thailandia dell'Est         | 6º posto       |
| Tormai             | Apiyarnan Jongpakdee    | 28  | Nakhon Si Thammarat – Thailandia del Sud | 7º posto       |
| Genie              | Amit Gurnani            | 30  | Los Angeles – Stati Uniti                | 8º posto       |
| Miss Gimhuay       | Warit Kesmanee          | 24  | Chonburi – Thailandia Centrale           | 9º posto       |
| Mocha Diva         | Jay Venn                | 30  | Hong Kong – Cina                         | 10º posto      |
| Maya B'Haro        | Chairath Dhammakirati   | 33  | Phuket – Thailandia del Sud              | 11º posto      |
| Katy Killer        | Apidech Rachchompu      | 24  | Bangkok – Thailandia Centrale            | 12º posto      |
| Silver Sonic       | Pumin Boonmathum        | 22  | Khon Kaen – Thailandia del Nordest       | 13º posto      |
| M Stranger Fox     | Chakgai Jermkwan        | 33  | Bangkok – Thailandia Centrale            | 14º posto      |

## Tabella eliminazioni
| Ordine | Episodi  | Episodi | Episodi | Episodi | Episodi | Episodi | Episodi | Episodi | Episodi | Episodi | Episodi | Episodi       |
| Ordine | 1        | 2       | 3       | 4       | 5       | 6       | 7       | 8       | 9       | 10      | 11      | 13            |
| ------ | -------- | ------- | ------- | ------- | ------- | ------- | ------- | ------- | ------- | ------- | ------- | ------------- |
| 1      | Angele   | Genie   | Maya    | Angele  | Angele  | Angele  | Angele  | Angele  | Kandy   | Kana    | Kandy   | Angele Anang  |
| 2      | Katy     | Tormai  | Bandit  | Gimhuay | Bandit  | Vanda   | Bandit  | Bandit  | Bandit  | Kandy   | Kana    | Kana Warrior  |
| 3      | Srimala  | Angele  | Gimhuay | Bandit  | Genie   | Bandit  | Srimala | Kana    | Vanda   | Angele  | Angele  | Kandy Zyanide |
| 4      | Gimhuay  | Bandit  | Angele  | Genie   | Mocha   | Genie   | Tormai  | Kandy   | Srimala | Bandit  | Bandit  |               |
| 5      | Kandy    | Gimhuay | Genie   | Maya    | Vanda   | Tormai  | Vanda   | Vanda   | Angele  | Vanda   | Vanda   |               |
| 6      | Maya     | Kana    | Kandy   | Mocha   | Gimhuay | Srimala | Genie   | Srimala | Kana    | Srimala |         |               |
| 7      | Tormai   | Kandy   | Mocha   | Tormai  | Srimala | Gimhuay |         | Tormai  |         |         |         |               |
| 8      | Bandit   | Katy    | Srimala | Vanda   | Tormai  | Mocha   |         |         |         |         |         |               |
| 9      | Genie    | Gimhuay | Vanda   | Kana    | Kana    |         |         |         |         |         |         |               |
| 10     | Kana     | Maya    | Tormai  | Srimala | Maya    |         |         |         |         |         |         |               |
| 11     | Mocha    | Srimala | Kana    | Kandy   |         |         |         |         |         |         |         |               |
| 12     | Vanda    | Mocha   | Katy    |         |         |         |         |         |         |         |         |               |
| 13     | Silver   | Silver  |         |         |         |         |         |         |         |         |         |               |
| 14     | Stranger |         |         |         |         |         |         |         |         |         |         |               |

     La concorrente ha vinto la gara
     La concorrente è arrivata in finale ma non ha vinto la gara
     La concorrente ha vinto la sfida principale e la sfilata
     La concorrente ha vinto la sfida principale
     La concorrente ha vinto la sfilata
     La concorrente figura tra le prime ma non ha vinto la sfida
     La concorrente è salva e accede alla puntata successiva (l'ordine di chiamata è casuale)
     La concorrente figura tra le ultime ma non è a rischio eliminazione
     La concorrente figura tra le ultime ed è a rischio eliminazione
     La concorrente è stata eliminata
     La concorrente ha vinto la sfida principale, ma è stata eliminata
     La concorrente è ritornata a partecipare al programma
     La concorrente è stata squalificata

## Esibizioni in playback
| Episodio | Concorrenti                                    | Concorrenti                                    | Concorrenti                                    | Canzone                                                        | Eliminata          |
| -------- | ---------------------------------------------- | ---------------------------------------------- | ---------------------------------------------- | -------------------------------------------------------------- | ------------------ |
| 1        | M Stranger Fox                                 | vs.                                            | Silver Sonic                                   | "Born Naked" (RuPaul)                                          | M Stranger Fox     |
| 2        | Mocha Diva                                     | vs.                                            | Silver Sonic                                   | "I Will Survive หมอลำ" (Saisunee Sukkrit)                      | Silver Sonic       |
| 3        | Kana Warrior                                   | vs.                                            | Katy Killer                                    | "ขอใจเธอแลกเบอร์โทร" (Yinglee SriJumpol)                        | Katy Killer        |
| 4        | Kana Warrior vs. Kandy Zyanide vs. Srimala     | Kana Warrior vs. Kandy Zyanide vs. Srimala     | Kana Warrior vs. Kandy Zyanide vs. Srimala     | "จดหมายจากเมียเช่า" (Mani Maniwan)                               | Kandy Zyanide      |
| 5        | Kana Warrior                                   | vs.                                            | Maya B'Haro                                    | “สุดฤทธิ์สุดเดช” (Mai Charoenpura)                                 | Kana Warrior       |
| 5        | Kana Warrior                                   | vs.                                            | Maya B'Haro                                    | “สุดฤทธิ์สุดเดช” (Mai Charoenpura)                                 | Maya B'Haro        |
| 6        | Mocha Diva                                     | vs.                                            | Srimala                                        | “เจ็บนิด...นิด” (Rhatha Phongam)                                  | Mocha Diva         |
| 7        | Genie vs. Tormai vs. Vanda Miss Joaquim        | Genie vs. Tormai vs. Vanda Miss Joaquim        | Genie vs. Tormai vs. Vanda Miss Joaquim        | "กินจุ๊บจิ๊บ" (Pornchita na Songkhla)                               | Genie              |
| 8        | Srimala                                        | vs.                                            | Tormai                                         | "Lady Marmalade" (Christina Aguilera, Lil' Kim, Mýa, and Pink) | Tormai             |
| 9        | Angele Anang                                   | vs.                                            | Kana Warrior                                   | "หางเครื่อง" (Sukanya Nakpradit)                                 | Nessuno            |
| 10       | Srimala                                        | vs.                                            | Vanda Miss Joaquim                             | "This Is Me" (Keala Settle)                                    | Srimala            |
| 11       | Angele Anang vs. Bandit vs. Vanda Miss Joaquim | Angele Anang vs. Bandit vs. Vanda Miss Joaquim | Angele Anang vs. Bandit vs. Vanda Miss Joaquim | "Last Dance" (Selena)                                          | Bandit             |
| 11       | Angele Anang vs. Bandit vs. Vanda Miss Joaquim | Angele Anang vs. Bandit vs. Vanda Miss Joaquim | Angele Anang vs. Bandit vs. Vanda Miss Joaquim | "Last Dance" (Selena)                                          | Vanda Miss Joaquim |

     Il concorrente è stato eliminato dopo la sua prima volta a rischio eliminazione.
     Il concorrente è stato eliminato dopo la sua seconda volta a rischio eliminazione.
     Il concorrente è stato eliminato dopo la sua terza volta a rischio eliminazione.
     Il concorrente è stato eliminato dopo la sua quarta volta a rischio eliminazione.

## Riassunto Episodi

### Episodio 1 -Re-Born This Way
Prima TV Thailandia: 11 gennaio 2019
I giudici ospiti della puntata sono Yai Amat Nimitpark, Pitt Karchai e Tae Piyarat Kaljareuk
- Sfida principale: Servizio fotografico "re-born this way"
- Vincitrici sfida principale: Angele Anang & Katy Killer
- Premio sfida principale: Buono regalo di 30.000฿ da Footwork
- Tema della sfilata: Creare un look da bambino di 10 anni e uno da 60enne
- Vincitrice sfilata: Srimala
- Concorrenti a rischio eliminazione: M Stranger Fox e Silver Sonic
- Canzone playback: "Born Naked" di RuPaul
- Eliminata: M Stranger Fox
- Messaggio d'addio: “SS2 FOREVER M STRANGER FOX” (SS2 PER SEMPRE M STRANGER FOX)

### Episodio 2 -Under the Rainbow
Prima TV Thailandia: 18 gennaio 2019
I giudici ospiti della puntata sono Nut Prakopsantisook e Sonya Cooling
- Mini sfida: Abbinare modelli con mutande dello stesso colore
- Vincitrice mini sfida: Kandy Zyanide
- Sfida principale: Servizio fotografico con polvere colorata
- Vincitrice sfida principale: Genie
- Tema della sfilata: Rainbow after the rain (arcobaleno dopo la pioggia)
- Vincitrice sfilata: Genie
- Premio sfilata: Buono regalo di 30.000฿ da Erb
- Concorrenti a rischio eliminazione: Mocha Diva e Silver Sonic
- Canzone playback: “I Will Survive หมอลำ” di Saisunee Sukkrit
- Eliminata: Silver Sonic
- Messaggio d'addio: “Fighting, everyone. Catch up to me soon. Sonic.” (Combattendo, voi tutti. Raggiungetemi presto. Sonic)

### Episodio 3 -Thai Beauty
Prima TV Thailandia: 25 gennaio 2019
I giudici ospiti della puntata sono Vatanika e Sakuntala Thianphairot
- Mini sfida: Creare una corona da materiali di scarto
- Vincitrice mini sfida: Maya B’Haro
- Sfida principale: Servizio fotografico da principessa
- Vincitrice sfida principale: Maya B’Haro
- Tema della sfilata: Sang Thong: Ugly to Pretty (Sang Thong: da brutta bella)
- Vincitrice sfilata: Maya B’Haro
- Premio sfilata: Buono regalo di 30.000฿ da MAC Cosmetics
- Concorrenti a rischio eliminazione: Kana Warrior e Katy Killer
- Canzone playback: "ขอใจเธอแลกเบอร์โทร" di Yinglee SriJumpol
- Eliminata: Katy Killer
- Messaggio d'addio: “Fighting, everyone. I’m not dead yet so don’t cry for me, you bitches.” (Combattendo, tutte voi. Non sono ancora morta quindi non piangete per me, stronze)

### Episodio 4 -Mother and Daughter
Prima TV Thailandia: 1 febbraio 2019
I giudici ospiti della puntata sono Bobby e Mam Surivipa
- Mini sfida: Truccarsi a coppie da bendati
- Vincitrice mini sfida: Miss Gimhuay
- Sfida principale: Fare una "trasformazione" a uomini sposati o fidanzati, con un tema nuziale
- Vincitrice sfida principale: Angele Anang
- Premio sfida principale: Un soggiorno per due giorni e due notti all'Avani Resort Pattaya, più un buono da 30.000฿
- Concorrenti a rischio eliminazione: Kana Warrior, Kandy Zyanide e Srimala
- Canzone playback: "จดหมายจากเมียเช่า" di Mani Maniwan
- Eliminata: Kandy Zyanide
- Messaggio d'addio: “Good luck. Sorry that I wasn’t good enough. Love you all Kandy.” (Buona fortuna. Mi dispiace di non essere stata brava abbastanza. Vi amo tutti Kandy)

### Episodio 5 -Hollywood Inspirations
Prima TV Thailandia: 8 febbraio 2019
I giudici ospiti della puntata sono Cindy Bishop e Pae Arak
- Mini sfida: Improvvisazione con modelli di The Face Men Thailand
- Vincitrice mini sfida: Tormai & Vanda Miss Joaquim
- Sfida principale: A squadre, le concorrenti devono recitare in un lakorn intitolato The Haunting Dolls
- Vincitrici sfida principale: Angele Anang, Bandit, Genie, Mocha Diva e Vanda Miss Joaquim
- Tema della sfilata: Hollywood
- Vincitrice sfilata: Miss Gimhuay
- Premio sfilata: Un orologio da 33.100฿ di Victorinox Swiss Army di Timedeco
- Concorrenti a rischio eliminazione: Kana Warrior e Maya B’Haro
- Canzone playback: “สุดฤทธิ์สุดเดช” di Mai Charoenpura
- Eliminate: Kana Warrior e Maya B’Haro
- Messaggio d'addio di Maya B'Haro: “I love all of you. Thank you so much. You don’t have someone to do your hair anymore though. MAYA” (Vi amo tutti. Grazie tante. Però non fatevi più fare i capelli da qualcun altro. MAYA)
- Messaggio d'addio di Kana Warrior: “Smile. KANA WARRIOR” (Sorridi. KANA WARRIOR)

### Episodio 6 -Power of Speech
Prima TV Thailandia: 15 febbraio 2019
I giudici ospiti della puntata sono Maria Lynn Ehren, John Winyu e Moo Asava
- Mini sfida: Sfida di insulti
- Vincitrice mini sfida: Tormai
- Sfida principale: Talk show con le tre finaliste della prima edizione di Drag Race Thailand
- Vincitrici sfida principale: Angele Anang & Mocha Diva
- Premio sfida principale: Una fornitura annuale di ciglia finte premium mink da ChiChi, per un valore di 30.000฿
- Tema della sfilata: Miss Star of the Galaxy Pageant (Concorso di bellezza Miss Stella della Galassia)
- Vincitrice sfilata: Vanda Miss Joaquim
- Premio sfilata: Buono regalo di 50.000฿ da APEX Medical Center
- Concorrenti a rischio eliminazione: Mocha Diva e Srimala
- Canzone playback: “เจ็บนิด...นิด” di Rhatha Phongam
- Eliminata: Mocha Diva
- Squalificata: Miss Gimhuay
- Messaggio d'addio di Mocha Diva: “DON'T CHEAT” (NON BARATE)

### Episodio 7 -Food Lover
Prima TV Thailandia: 22 febbraio 2019
I giudici ospiti della puntata sono Chef Fang Nattapong, Madame Mod, James Rusameekae Fagerlund, Tae Piyarat Kaljareuk
- Mini sfida: Creare un ritratto usando frutti e vegetali thailandesi
- Vincitrice mini sfida: Angele Anang
- Premio mini sfida: Assegnare ad ogni concorrente il piatto al quale dovrà ispirarsi per la sfilata
- Sfida principale: Creare un look ispirato dalla cucina thailandese
- Vincitrice sfida principale: Angele Anang
- Premio sfida principale: Due buoni regalo per un soggiorno di due notti e tre giorni a Aksorn Rayong The Vitality Collection con un trattamento detossificante di vulcano da Aksorn Wellness per un valore di 55.000฿
- Concorrenti a rischio eliminazione: Genie, Tormai e Vanda Miss Joaquim
- Canzone playback: "กินจุ๊บจิ๊บ" di Pornchita na Songkhla
- Eliminata: Genie
- Messaggio d'addio: “Never forget DRTH SS2, Genie” (Non dimenticate mai DRTH SS2, Genie)

### Episodio 8 -Heavenly Snatch
Prima TV Thailandia: 1 marzo 2019
I giudici ospiti della puntata sono Hungry, Metinee Kingpayom, and "Pancake" Khemanit Jamikorn
- Sfida principale: Snatch Game Of Love
- Vincitrice sfida principale: Tormai
- Tema della sfilata: Cover and Reveal
- Vincitrice sfilata: Angele Anang
- Premio sfilata: Buono regalo di 30.000฿ da Anissa Clinic
- Concorrenti a rischio eliminazione: Srimala and Tormai
- Canzone playback: "Lady Marmalade" by Christina Aguilera, Lil' Kim, Mýa and Pink.
- Eliminata: Tormai
- Messaggio d'addio: “Finally I go to top 5. Thank you for friendship and opportunity. Always love you DRTHSS2 XOXO, Tormai.” (Finalmente sono arrivata alla top 5. Grazie per l'amicizia e per l'opportunità. Vi amerò per sempre DRTHSS2 XOXO, Tormai)
- Reintrodotte nella competizione: Kana Warrior & Kandy Zyanide

### Episodio 9 -Thai Musical
Prima TV Thailandia: 8 marzo 2019
I giudici ospiti della puntata sono Apaporn Nakornsawan, Jennifer Kim e Sombat "Tue" Tirasaroj
- Sfida principale: Recitare in un musical tributo a Apaporn Nakornsawan
- Vincitrice sfida principale: Kandy Zyanide
- Tema della sfilata: Pumpuang Duangjan Realness
- Vincitrice sfilata: Kandy Zyanide
- Premio sfilata: Buono regalo da 30.000฿ di TichinNintha Shoes for All
- Concorrenti a rischio eliminazione: Angele Anang e Kana Warrior
- Canzone playback: "หางเครื่อง" di Sukanya Nakpradit
- Eliminata: Nessuno

### Episodio 10 -Family Superheroes
Prima TV Thailandia: 15 marzo 2019
I giudici ospiti della puntata sono New & Jiew, New Atiwat e Petch Paopetch
- Sfida principale: Fare una lezione di ginnastica a persone anziane che deve essere sia energetica che divertente
- Vincitrice sfida principale: Kana Warrior
- Premio sfida principale: Buono regalo di 30.000฿ da Positif, eccellenti prodotti di bellezza giapponesi
- Tema della sfilata: Twin Heroes (Eroi gemelli)
- Vincitrice sfilata: Kandy Zyanide
- Premio sfilata: Due biglietti di andata e ritorno per un valore di 50.000฿ da Bangkok a Bali offerti da Thai AirAsia
- Concorrenti a rischio eliminazione: Srimala e Vanda Miss Joaquim
- Canzone playback: "This Is Me" di Keala Settle
- Eliminata: Srimala
- Messaggio d'addio: "I L<3VE DRTH SS2! Srimala" (IO AM<3 DRTH SS2! Srimala)

### Episodio 11 -White Elephants
Prima TV Thailandia: 22 marzo 2019
I giudici ospiti della puntata sono Debbie Bazoo, Gene Kasidit e Jai Sira
- Sfida principale: Scrivere e registrare il testo di una canzone e esibirsi in un video musicale
- Vincitrice sfida principale: Kandy Zyanide
- Premio sfida principale: Soggiorno di due notti al Lebua Hotel e Resort nella suite di lusso più un buono regalo di 50,000฿ per pasti al Tower Club Lounge
- Tema della sfilata: White Elephant Extravaganza (Stravaganza di elefante bianco)
- Vincitrice sfilata: Kana Warrior
- Premio sfilata: Buono regalo di 50,000฿ da Wind Holistic Clinic
- Concorrenti a rischio eliminazione: Angele Anang, Bandit e Vanda Miss Joaquim
- Canzone playback: “Last Dance” di Selena
- Eliminate: Bandit e Vanda Miss Joaquim
- Messaggio d'addio: N/A

### Episodio 12 -Queens Reunited
Prima TV Thailandia: 29 marzo 2019
- Drag Pop Star: Kandy Zyanide
- Premio Drag Pop Star: Buono regalo di 50.000฿ da Masterwork Clinic

### Episodio 13 -Final Runway
Prima TV Thailandia: 5 aprile 2019
- Sfida principale: Dirigere ed esibirsi in uno show da palcoscenico originale
- Tema della sfilata: Nang Sita 2040 (La Dea Hindu della buona fortuna e della prosperità)
- Finaliste: Kana Warrior & Kandy Zyanide
- Vincitrice della stagione 2 di Drag Race Thailand: Angele Anang